# Oksana Hlowa
Oksana Hlowa (ukrainisch Оксана Глова, engl. Transkription Oksana Hlova; * 27. Dezember 1976) ist eine ehemalige ukrainische Biathletin.
Oksana Hlowa erreichte ihre nennenswerten internationalen Ergebnisse in der Saison 1999/2000. Zunächst gewann sie bei den Sommerbiathlon-Weltmeisterschaften 1999 in Minsk an der Seite von Oksana Jakowljewa, Tetjana Lytowtschenko und Iryna Merkuschina als Startläuferin die Bronzemedaille im Staffelrennen. Zum Auftakt des Weltcups bestritt sie ihr einziges Rennen in der höchsten Rennserie und belegte in Hochfilzen Rang 64 in einem Einzel. In Kościelisko startete Hlowa bei den Biathlon-Europameisterschaften 2000, bei denen sie 23. des Einzels, 24. des Sprints, 29. der Verfolgung und mit Tetjana Rud, Natalija Tereschtschenko und Olesya Sharhavina als Startläuferin der Staffel Achte wurde.

## Biathlon-Weltcup-Platzierungen
Die Tabelle zeigt alle Platzierungen (je nach Austragungsjahr einschließlich Olympische Spiele und Weltmeisterschaften).
- 1.–3. Platz: Anzahl der Podiumsplatzierungen
- Top 10: Anzahl der Platzierungen unter den ersten zehn (einschließlich Podium)
- Punkteränge: Anzahl der Platzierungen innerhalb der Punkteränge (einschließlich Podium und Top 10)
- Starts: Anzahl gelaufener Rennen in der jeweiligen Disziplin

| Platzierung         | Einzel | Sprint | Verfolgung | Massenstart | Staffel | Gesamt |
| ------------------- | ------ | ------ | ---------- | ----------- | ------- | ------ |
| 1. Platz            |        |        |            |             |         |        |
| 2. Platz            |        |        |            |             |         |        |
| 3. Platz            |        |        |            |             |         |        |
| Top 10              |        |        |            |             |         |        |
| Punkteränge         |        |        |            |             |         |        |
| Starts              | 1      |        |            |             |         | 1      |
| Stand: Karriereende |        |        |            |             |         |        |